# 北長門海岸國定公園
北長門海岸國定公園是位在日本山口縣北部沿海區域的國定公園，範圍涵蓋萩市、阿武町、長門市、下關市轄區的沿海及海岸地區。
此國定公園於1955年11月1日成立，最初的範圍僅限在向津具半島半島以東的區域，1997年9月才將向津具半島往東至角島的區域劃入。

## 主要景點
- 須佐灣（日语：須佐湾）
- 笠山
- 菊濱（日语：菊ヶ浜海水浴場）
- 青海島

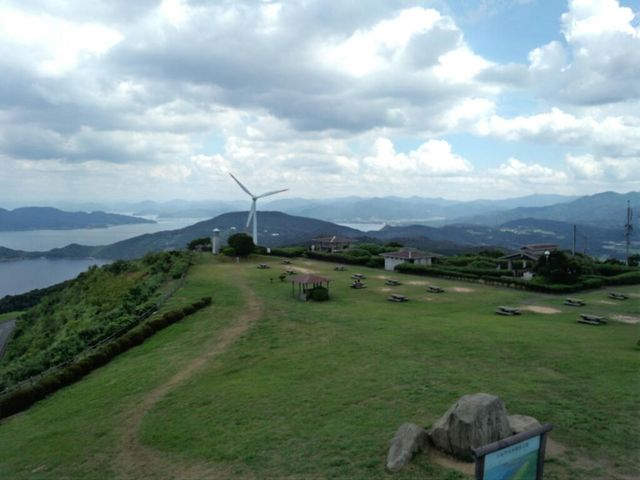
千疊敷
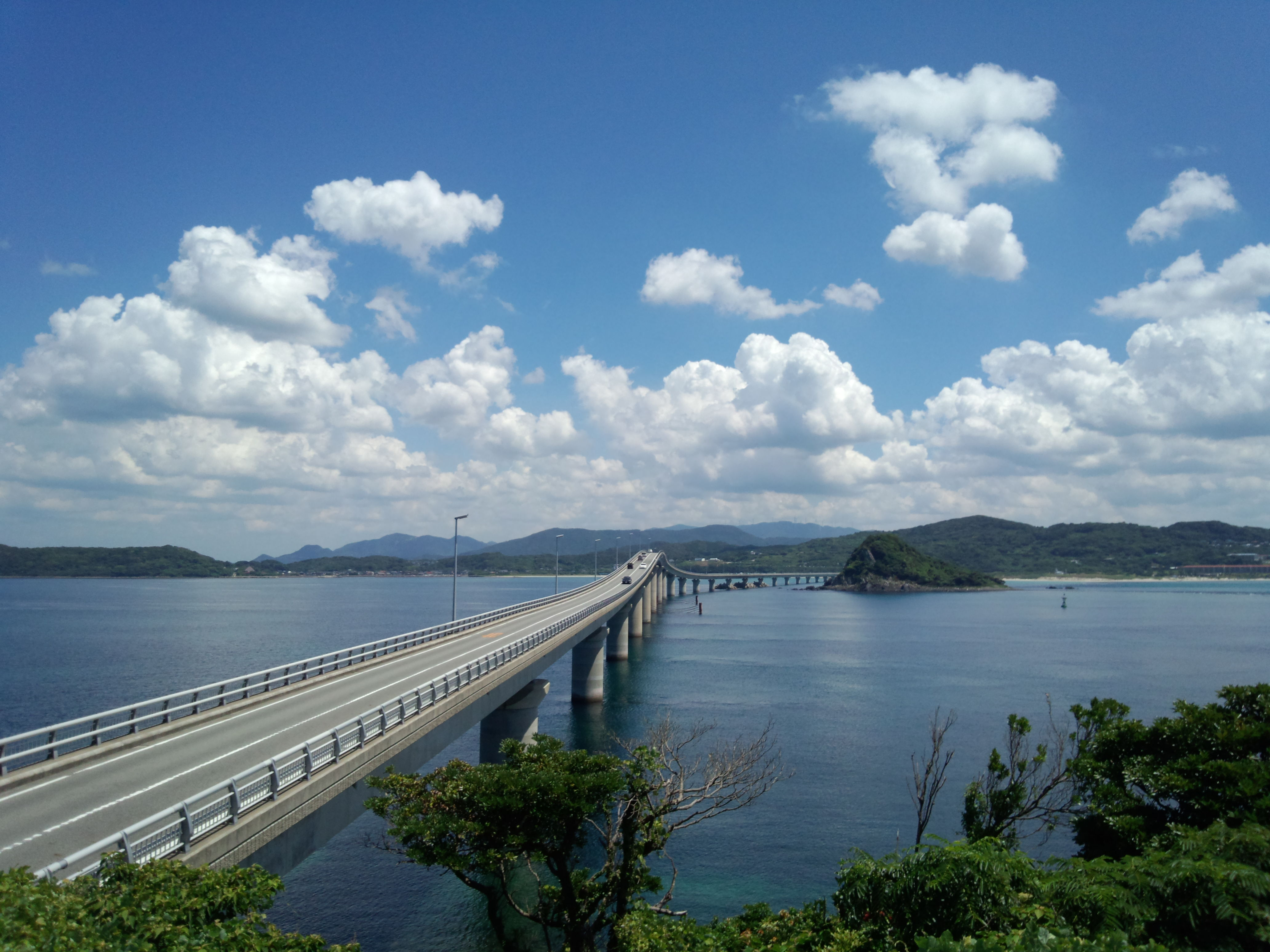
角岛大桥(角島)

- 角島
- 阿武火山群

- 千疊敷
- 角岛大桥(角島)

## 外部連結
- （日語） 長門北海岸國定公園 - 山口縣政府